# 原住民族日
原住民族日是中華民國紀念原住民族正名自我認同的節日，日期在8月1日。該日亦為中華民國的國定紀念日之一。

## 背景
自1984年台灣原住民族權利促進會「原住民族正名運動」。其中運動訴求除了要求修改過去基於中華民族的定義而稱之為「山地同胞」的用法外，還包括有恢復傳統人名使用以及恢復部落地方命名等。最後運動在1994年8月1日，經過國民大會修改後在憲法增修條文終將「山胞」修正為「原住民」，行政院為紀念原住民的正名，在2005年6月15日院會中通過「紀念日及節日實施條例」草案，明定每年8月1日為「原住民族日」。
2025年5月28日制定《紀念日及節日實施條例》實施總統令公布實施，將此節日納入法規中。

## 重要意涵
- 「原住民族」是自己決定的稱呼，而不是他者所賦予，使用自我決定的名稱，是族群主體意識的建構，也象徵自尊的重建及社會正當地位的追求，以及擺脫殖民統治的堅定意志。並且透過「原住民族」此一稱呼所強調的與臺灣原初的聯繫，彰顯原住民族是臺灣原來的主人，以及原住民族在臺灣的特殊地位。[2]
- 臺灣原住民族在與外來者接觸以前，依其各自的習俗及規範，對其生存領域施行的治理，換言之，原住民族對其傳統領域擁有固有的主權，此主權表現為原住民族對於其生活領域內之人、事、物所擁有之整體的、排他的、不受他律的統治權力。
- 強調臺灣主體性，中華文化只是臺灣文化的一部分，提醒台灣全體人民，臺灣有其綿長久遠的歷史，至少六千年前，原住民族就已經在臺灣，並發展出多元而獨特的文化，期盼國人都能尊重並分享優美的原住民族文化。[3]

## 道歉儀式

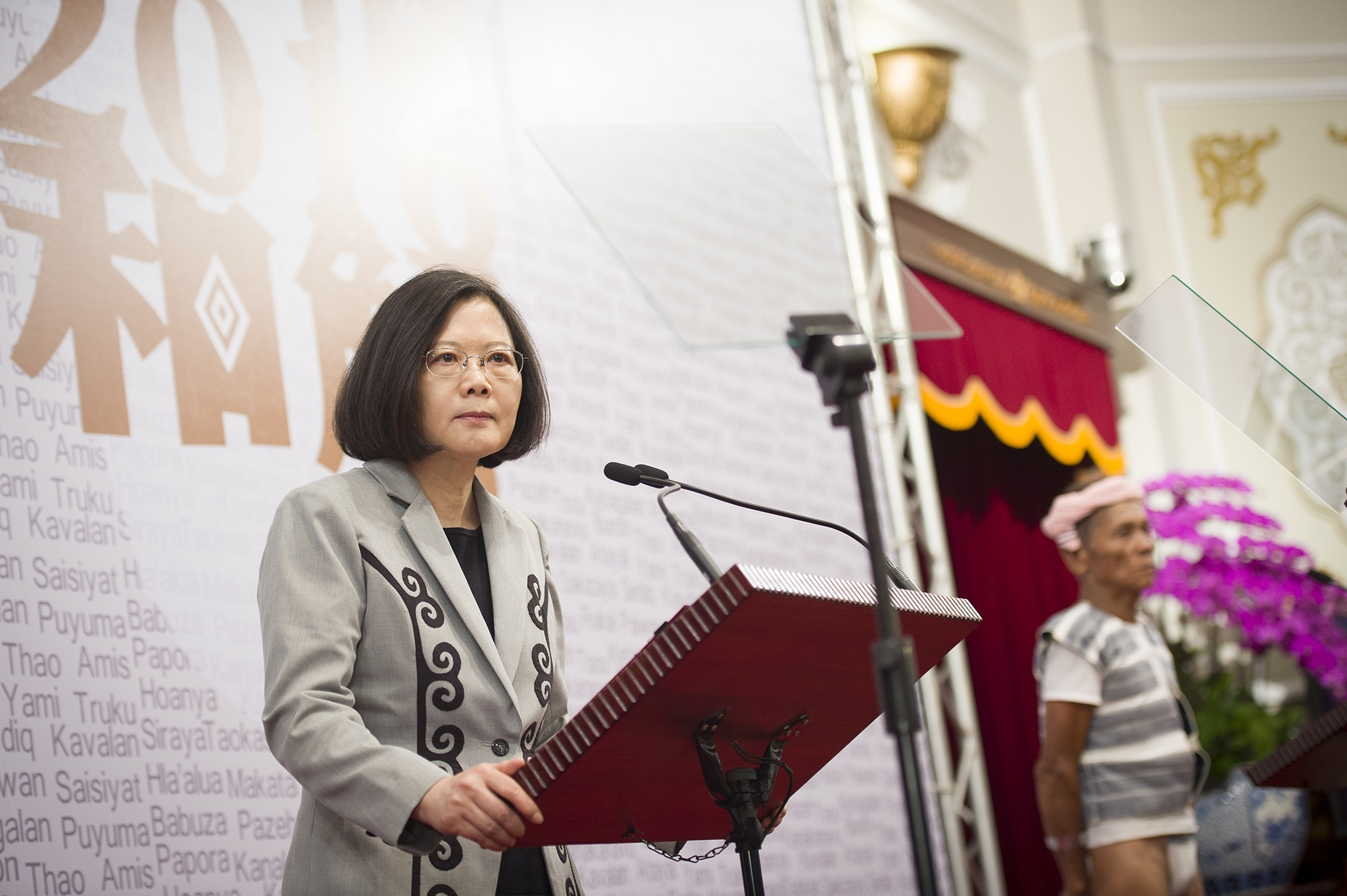
蔡英文代表政府向原住民族道歉

2016年8月1日上午，中華民國政府向原住民族道歉儀式於總統府經國廳舉行。道歉方為中華民國政府，代表為總統蔡英文，而原住民方面則由達悟族的反核廢的領導人夏本·嘎那恩（Capen Nganaen）代表接受道歉。
主要參加人員有
- 中華民國政府：副總統陳建仁、行政院院長林全、司法院院長賴浩敏、考試院院長伍錦霖、監察院院長張博雅、監察院副院長孫大川、立法院秘書長林志嘉、親民黨主席宋楚瑜、時代力量黨主席黃國昌、民主進步黨秘書長洪耀福、總統府副秘書長劉建忻、曾厚仁
- 台灣原住民族：各族代表
- 外國使節：吐瓦魯共和國大使等11國駐臺使節及代表 [4]

## 外部連結
- 紀念日及節日實施辦法